# Stor-Tjärekallssjön
Stor-Tjärekallssjön är en sjö i Nordmalings kommun i Ångermanland och ingår i Lögdeälvens huvudavrinningsområde. Sjön har en area på 0,297 kvadratkilometer och ligger 193 meter över havet. Stor-Tjärekallssjön ligger i Lögdeälven Natura 2000-område.

## Delavrinningsområde
Stor-Tjärekallssjön ingår i det delavrinningsområde (707771-166199) som SMHI kallar för Utloppet av Stor-Tjärekallssjön. Medelhöjden är 215 meter över havet och ytan är 6,26 kvadratkilometer. Det finns inga avrinningsområden uppströms utan avrinningsområdet är högsta punkten. Vattendraget som avvattnar avrinningsområdet har biflödesordning 2, vilket innebär att vattnet flödar genom totalt 2 vattendrag innan det når havet efter 49 kilometer. Avrinningsområdet består mestadels av skog (75 procent) och sankmarker (16 procent). Avrinningsområdet har 0,29 kvadratkilometer vattenytor vilket ger det en sjöprocent på 4,7 procent.